# جمعية كشافة زامبيا
جمعية كشافة زامبيا هي جمعية الكشافة الوطنية من زامبيا، وأصبحت عضو في المنظمة العالمية للحركة الكشفية في عام 1965. وأسهمت في التاريخ مع زيمبابوي ومالاوي، والتي كان لها إرتطباطات على مدى عقود. اعتبارا من عام 2004 لديها الجمعية ضمت 7396 عضو.